# El gladiador (novela)
El gladiador (Título original: The Gladiator) es el noveno libro de la serie Águila, de Simon Scarrow. Esta saga narra las peripecias de dos centuriones, Cato y Macro, en las legiones del Imperio Romano a mediados del siglo I d. C.

## Argumento
Los centuriones Macros y Cato junto al senador Sempronio y su hija Julia (prometida de Cato) regresan de Palmira hacia Roma cuando un terremoto (que genera una ola gigante) provoca el naufragio de su barco en la isla de Creta. El terremoto ha sumido en el caos la provincia romana y, ante la ausencia de autoridad, el senador Sempronio decide tomar el mando como gobernador interino para restaurar el orden y socorrer a los habitantes.
Pero un peligro mayor amenaza toda la provincia: la rebelión de un ejército de esclavos liderados por el gladiador Áyax, un viejo conocido de los dos centuriones por ser el hijo del jefe de los piratas a los que se enfrentaron tiempo atrás (en La profecía del águila). Macro y Cato participaron en la derrota y crucifixión de su padre y en la venta de Áyax como esclavo por lo que éste ve una doble oportunidad de venganza: contra Roma y contra los que mataron a su padre.
Mientras Sempronio y Macro se quedan para resistir en Gortina, capital de la isla, Cato es nombrado tribuno por el senador y recibe la misión de navegar hacia Egipto para solicitar refuerzos al legado Petronio que está al mando de las legiones Vigésimo segunda y Tercera Cirenaica.
A su regreso a la isla con los refuerzos Cato descubre que Áyax ha conseguido capturar a Julia y a Macro y pretende utilizarlos como rehenes. Cato, como tribuno al mando de las tropas romanas en la isla, deberá utilizar toda su astucia para derrotar a los rebeldes y liberar a sus amigos. 
Finalmente conseguirá liberarlos y acabará con la rebelión de esclavos, pero Áyax escapa en un barco arrebatado a los romanos. El senador Sempronio encarga a los dos protagonistas perseguir y capturar al gladiador poniendo a Cato al frente de la misión como nuevo prefecto. Por primera vez Cato ostentará un rango superior a su viejo amigo Macro.